# ソールオリエンス
ソールオリエンス（欧字名:Sol Oriens、2020年4月4日 - ）は、日本の競走馬。主な勝ち鞍は2023年の皐月賞、京成杯。
馬名の意味は、ラテン語で「朝日」。

## デビューまで

社台レースホース勝負服

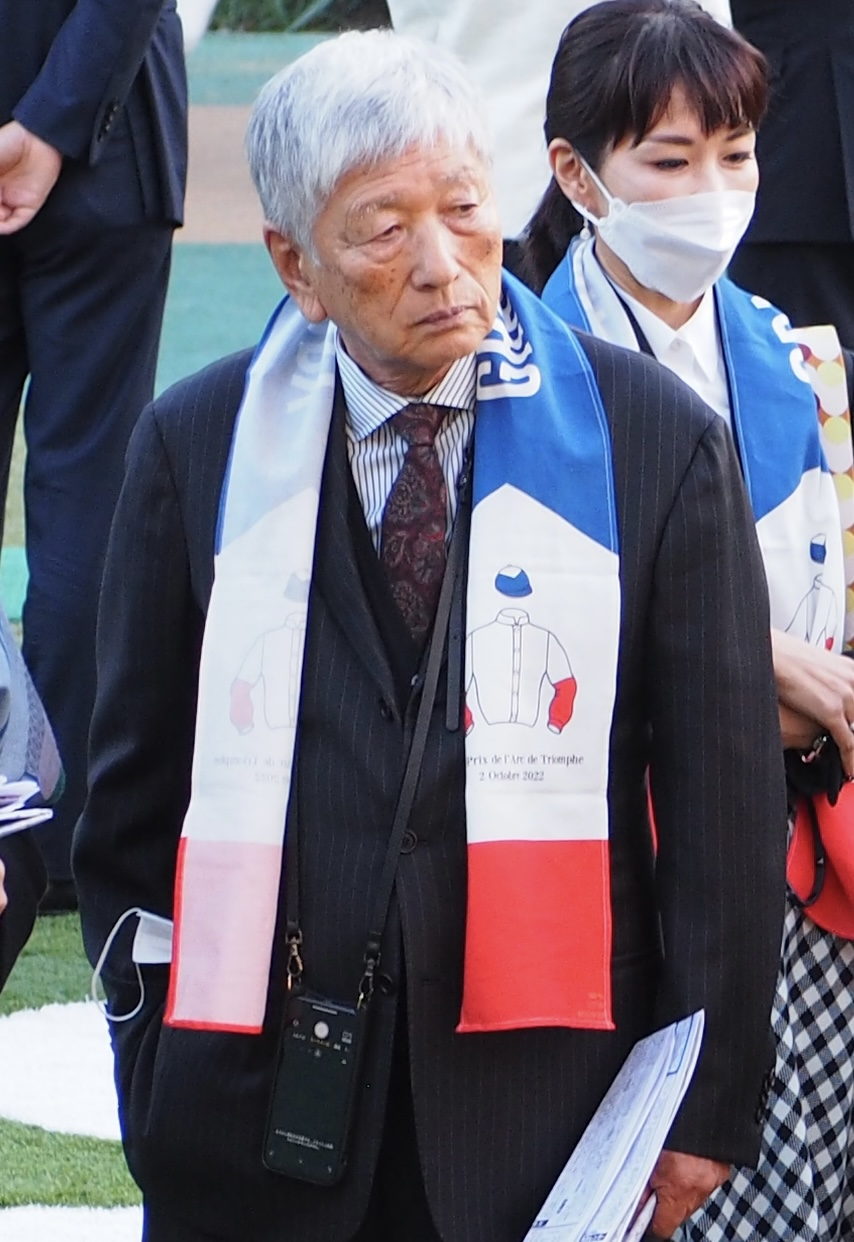
吉田照哉

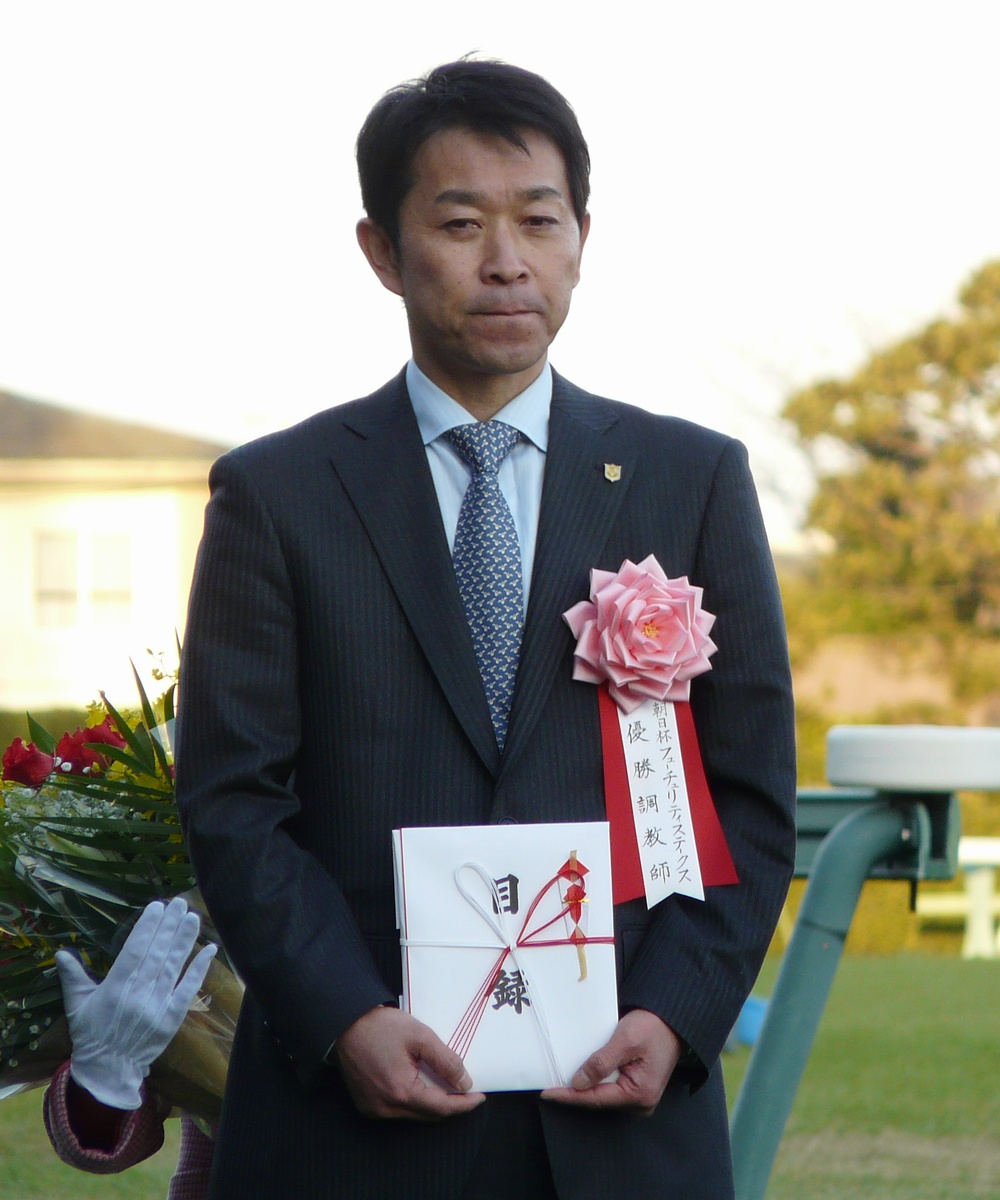
手塚貴久

父はキタサンブラック。産駒に2022・2023年と2年連続で年度代表馬となったイクイノックスがいる。母のスキアはGIIIフィユドレール賞（芝2100m）など仏3勝。産駒はGII富士ステークス勝利。GIドバイターフで2021年2着、2022年3着のヴァンドギャルド。フォティノース、セリノーフォスがそれぞれ2勝している。母父のモティヴェーターは、英ダービーを制している。祖母ライトクウェストは仏1勝。祖母父のクエストフォーフェイムは、英ダービーを制している。曽祖母グリームオブライトは英2勝。産駒に、英GIIチャレンジステークスを制したアラビアングリーム、孫には1000ギニーステークス、英オークス、ヨークシャーオークスなどGI5勝のラブがいる。牝系は1号族-k分岐。
2020年4月4日生まれ。2021年、募集馬名「スキアの20」として、予定厩舎手塚貴久、体高152.0cm、胸囲169.0cm、管囲20.5cm、馬体重375kg。募集総額6000万円（1口出資額150万円）で、社台レースホースによって募集された。
2021年11月に左後肢に軽度の骨折などあったが、2022年8月まで社台ファームで育成された。吉田照哉は厩舎に行く度に、体重が何キロになったか聞いていたくらい体重増を気にした。キタサンブラック産駒について、「だんだん上がってくる馬が多い。逆に2歳時にあんまり走らないくらいがいいのかも」と話す。手塚貴久は2021年5月に、初めて会った。「バネがありそうな感じはありました。筋肉のメリハリが、馴致を始める前からいいと思った」と話す。

## 戦績

### 2歳（2022年）
2022年9月8日、美浦でゲート試験に合格した。その後は外厩の山元トレーニングセンターで調整し、10月8日に帰厩。美浦のウッドチップ、坂路で11本走った。デビュー戦の騎手は田辺裕信で予定していたが、戸崎圭太に変更した。レース前、戸崎は「柔らかそうな走り。いいモノを持っていますね」と述べ、手塚は「クラシックに乗せたい馬」と期待をかけた。
11月13日、東京競馬場5レースの2歳新馬戦（芝1800m）でデビュー。ゲートを出た際に隣とぶつかり後方も道中3番手につけ、レーベンスティールとの激しい追い比べを首差で勝利した。戸崎は「フットワークが良く、能力があると思っていた。レースは上手に走ってくれた。兄弟はテンションが高いが、今日は大丈夫だった。使ってどうなるか。素質はあると思う」と話した。

### 3歳（2023年）

#### 京成杯
2023年1月15日に中山競馬場で行われる京成杯に挑戦。レース前に横山武史は「完成までに時間はかかりそうだけど、重賞でもいいレースをしてくれそう」とコメント。手塚は「かなり走るよ。中山は少しどうかと思うけど、走りに不安はない」と話した。当日は2番人気（2.7倍）の支持を受け、道中後方4番手で追走。3、4コーナーで進出して先頭集団に並びかけたところで、外に膨れたが立て直し、直線一気の豪脚で馬群を突き抜け、上がり3F最速の34.5で、2馬身半差の完勝。2連勝で重賞初優勝を飾った。また武史と手塚は共に京成杯初勝利となった。
武史は「調教のときに右に倒れて走っていたので気を付けていたら、外に膨れて他馬に迷惑をかけてしまい、大変申し訳なく思います。馬を気にする面だったり、精神的にもフィジカルも成長して欲しいところですが、クラシックを期待していいと思います」と話し、手塚は「ドゥラメンテみたいだった、課題は多いが、距離が持ちそうなのも分かった。このまま本番でもいい」と話した。

#### 皐月賞
次走としてトライアルレースを使わず、4月16日に行われる中山競馬場での皐月賞に直行することが、2月17日に明らかになった。レース前、武史は「文句なし。状態は言うことなし」とコメントし、手塚は「人気にしていただいても、それに応えるだけのレベルの馬かなと思っています」と話した。当日は、単勝オッズはファントムシーフ（3.8倍）に次いで5.2倍の2番人気となり、1989年以来の重馬場以上で開催された。
レースは前半1000m58秒5のハイペースで進んだが、1枠1番のスタートから、雨で内が荒れた状態を避け馬場を選んで進んで後方を追走し、4コーナーでは後方2番手から、直線入り口では大外に持ち出してムチを入れるとぐんぐん加速、好位から抜け出したタスティエーラを差し切り、デビュー3連勝でGI初制覇を飾った。史上初の京成杯勝ち馬による制覇。デビュー3戦目の皐月賞制覇は、2歳戦が実施され始めた1946年以降では最少キャリアの勝利。上がり3Fは35.5で2位のファントムシーフに0.9秒速く史上最大差（過去最大はナリタタイシンとドゥラメンテの0.6）、4コーナー17番手からの史上最大差の逆転勝利（過去最大はナリタタイシンの12番手）、無敗での戴冠は2021年のエフフォーリア以来20頭目。1枠1番の勝利は1988年ヤエノムテキ、1994年三冠馬ナリタブライアンと2020年三冠馬コントレイルに次いで4頭目。キタサンブラック産駒初のクラシック制覇。手塚にとって初の皐月賞制覇など、記録づくめの勝利だった。
武史は「馬場が特殊だったので、外を走りたいと思っていました。スタートで思った以上に行き脚がつかず、ポジションを取る予定でしたが切り替えてこの馬のリズムで運ぶことに決めました。負けるとしたら展開のアヤだったり、もっと強い馬がいたりした時かなと思いましたが、状態は言うことないぐらい本当に良かったですし、返し馬から自信がありました。とてもいい馬です」「普段からたくさんいい馬に乗せていただいているにもかかわらず、去年はいい成績を残せなかったので、毎日研究して、それでも結果が出なかったんです。馬のおかげですが、やっとここでいい結果を出せて本当に良かったです。久しぶりにGIを勝ちましたし、これを超える喜びはないです。日本ダービーは良い結果を得られていません。間違いなく成長しているはずなので、技術を上げた姿を、大きい舞台でこの馬と一緒に皆さんに披露することができたらなと思います」と喜びを噛み締めた。手塚は「想像以上ですごいと思いました。経験の少ない中、ファンの皆さんに人気にして頂いて条件の悪い中で結果を出してくれました。難しい条件でどうするかと思っていたのですが騎手がうまく乗ってくれました。離れていたのでゴール直前まで届くかどうかはわかりませんでした。良く伸びてくれました」と話した。名畑助手はフィエールマン、シュネルマイスターなどを担当していたが、「競馬が終わって『やったー』というよりも、どえらい馬をやっているなという緊張が勝ちました」。競馬学校の厩務員課程時、横山武史も騎手課程で在籍しており「武史とG1を勝ちたいと思っていたので、今までのG1とは違ううれしさがありました」と話した。
社台ファームはロゴタイプ以来の10勝目。吉田照哉は「1番枠を引いた時は厳しいかなと思った。母の父はモティヴェーターですから、私は当初から距離が延びていい、ダービー向きのタイプだとみていました」と話した。社台レースホースはイスラボニータ以来の6勝目。吉田哲哉は「この血統は制御が難しいところがありますが、この子は比較的おとなしかったのでそれがいい方向に出たかもしれません」と話した。20日、JRAはディーマジェスティ、コントレイル、エフフォーリアと並ぶ歴代トップタイのレーティング120と発表した。

#### 東京優駿

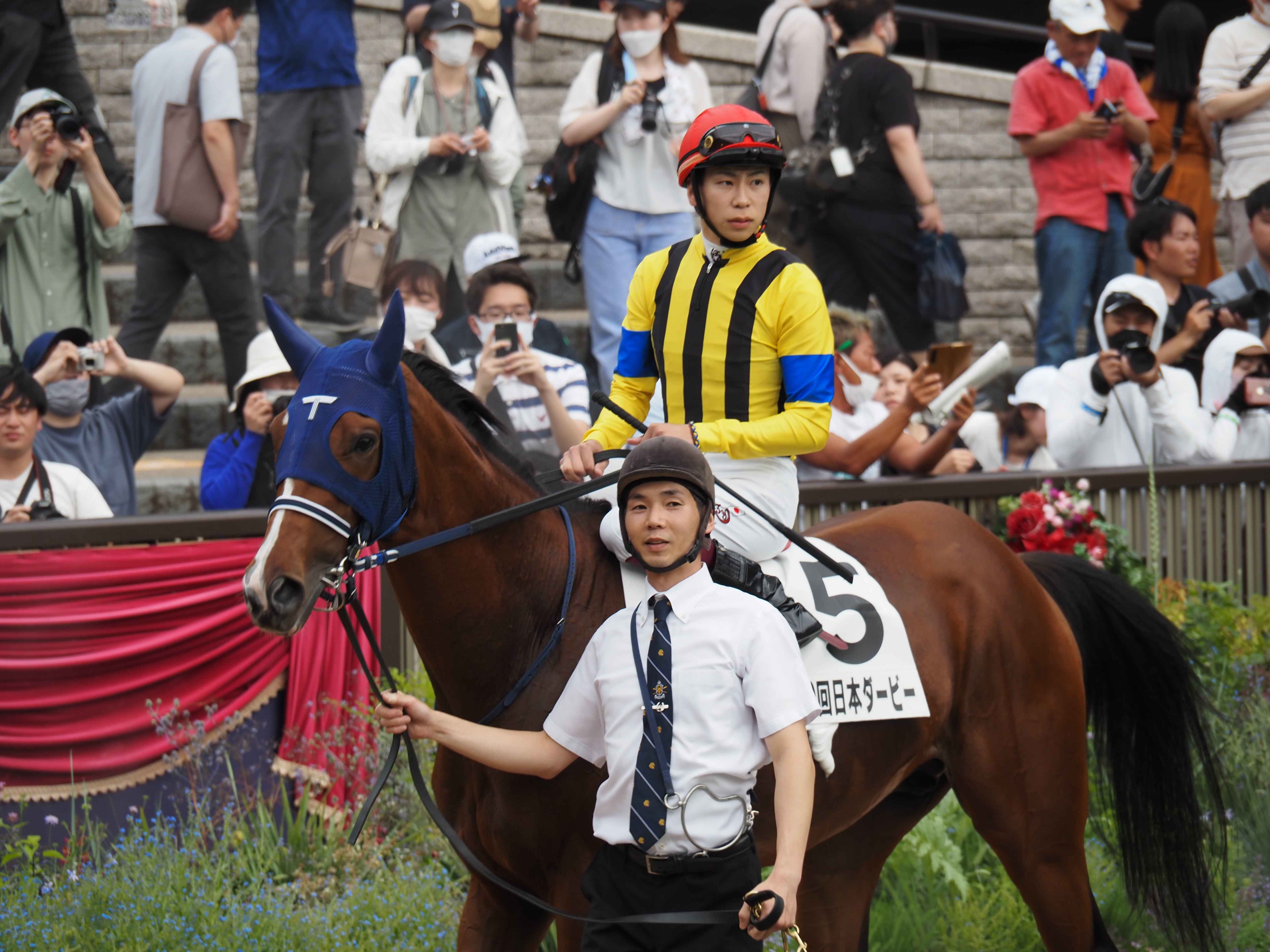
パドックのソールオリエンスと横山武史

次走は東京優駿（日本ダービー）と発表され、アクシデントなくレースまで順調に調教を重ねた。5月25日、東京優駿の枠順が発表。ソールオリエンスは3枠5番に入ることとなった。無敗で皐月賞を制した馬がダービーで5番枠に入った例はグレード制施行以降これまで3例あり、1984年のシンボリルドルフ、2005年のディープインパクト、2020年のコントレイルが該当する。この3頭は全て無敗で三冠馬となっており、特にコントレイルとは皐月賞の枠順も同じであった。さらに5番枠から出走して勝った馬の中には後の三冠馬オルフェーヴルもおり、手塚厩舎の平塚調教助手も「いいところじゃないですか」と好印象を持った。そしてその枠はオッズ面でも人気・期待を呼び、単勝1.8倍と人気を被った。
レースでは、好スタートを切ると前目につける。レースはプリンシパルステークスを勝ったパクスオトマニカがスローペースで馬群を引っ張り、3コーナーでは大きなリードを取る中、中団インに待機。直線に入ってから武史が追い始める。残り350m付近で進路を外に見出し、懸命に追い上げる。最終的にゴール板前では、外から追い込むハーツコンチェルトと内から追う武史の兄・横山和生の駆るべラジオオペラの追撃はハナ差で抑えるも、皐月賞で2着に破ったタスティエーラは先に抜け出ておりクビ差届かず、2着となり無敗での二冠達成は夢と散った。
武史は2021年、1番人気のエフフォーリアを駆り、このレースに参戦。ハナ差でシャフリヤールに届かなかった。この件のこともあり、武史の今回のダービーに対する思いは強く、「勝ちたい一心です」「勝ちたいです」と語っていたが、雪辱を果たすには至らず、逆に負かした相手に果たし返される格好となった。馬主の社台レースホースも、イスラボニータで2着となった2014年に次ぎ、所有馬の二冠達成はならなかった。レース後武史は、「1番人気に応えられず、申し訳ないです。バランス的に内に倒すようなしぐさを見せるところがありました」「スローペースで道中手綱を引っ張った分、切れをそがれた感じです。運がなかったです」と語った。

#### セントライト記念
休養後、次走のセントライト記念に向け、調教を順調に進めてきた。1週前追い切りに騎乗した武史は、「時計は想像以上でしたし、動きはよかった」「こちらが思っていた以上の成長曲線をひと夏を越して描けている。トモがよくなってきて、力強さが加わってきている」と好感触だった。レース前の単勝オッズも1.6倍の1番人気と断然の人気だった。レースでは、中団から後方よりに追走。3コーナーから位置を上げて行き、直線で先に抜け出したレーベンスティールに差し迫ったが、差しきれず2着となった。手塚は「4コーナーで外に振られて勝ち馬に2馬身くらい離されたのが響いた」と敗因を口にした一方、「道中で遊びがあって、距離もかなり持つことが分かったし、課題のコーナリングも問題なかった」と収穫もコメントした。

#### 菊花賞
次走はクラシック三冠レース最終戦となる菊花賞と発表された。2週前追い切りに騎乗した嶋田純次は、「体感よりもスピードが出ている感じ」「楽に動けていたし、落ち着いていて動きはすごく良かった」と評価した。レース前の単勝オッズは、2.7倍の1番人気と2冠への期待が高まっていた。
レースでは、スタートを決めると後方へ。2周目の3コーナーから順位を上げ、直線では鞍上の鞭に応え先頭のドゥレッツァや抜き出たタスティエーラを差し迫る。しかし、残り200mを切ったところで脚が止まり、サヴォーナやリビアングラスを交わすのがやっととなり、3着。2冠を達成することは出来ず、キャリアで初めて連対を外した。武史は「したい競馬は出来た」「前走と違って馬の力を全部発揮することができましたし、よく頑張ってくれました」とコメントした。

#### 有馬記念
菊花賞後に山元トレーニングセンターに放牧されたのち、次走は年末に行われる有馬記念と発表された。鞍上は乗り替わりで川田将雅となり、1週前追い切りでは「想像していた通り。いい意味でまだまだ幼く、来年にもっと良くなるだろうな、という背中をしていました」と伸びしろを評価した。12月21日、品川プリンスホテルで公開枠順抽選会が行われ、ソールオリエンスは皐月賞と同枠となる1枠1番を引いた。手塚は「皐月賞も１番だったので、いい枠だと思います。菊花賞の疲れも癒えて万全で迎えると思います」と話した。単勝オッズは、ジャスティンパレスとドウデュースに続く3番人気の6.5倍と期待も高まっていた。
レースでは、良いスタートを決めることは出来ず、タイトルホルダーが馬群を1000m60秒4のペースで引っ張る中、中団から後方の内側に待機し追走。2周目3コーナーを過ぎてから動かして行ったが、馬群に囲まれ抜け出すことが出来なかった。直線もスピードに乗ることが出来ず、優勝したドウデュースから0.7秒遅れを取り8着入線で終わり、キャリアで初めて掲示板外となった。川田は「リズム良く運べて、直線も頑張ってくれたと思います。これがいい経験になってくれたと思います」とコメント。手塚は「悪い競馬ではなかったけど、道中ラチに気を使いながら走っているところはあった」「最後の直線も少し窮屈になるところがあった。だんだん力はついてきている」とコメントした。

### 4歳（2024年）

#### 中山記念
4歳緒戦は、2024年2月25日に行われる中山記念に参戦。鞍上は乗り替わりでデビュー前の騎乗以来となる田辺となった。1週前追い切りに騎乗した際には、「使われつつ年を重ねて乗りやすくなっている」「感覚的にはもっと余力が欲しかったが、フットワークはさすがによかった」と素質を感じ取った。手塚も「馬体重は変わりないけど、ムキになっていなくて、穏やかな調教ができてよかった」と納得の様子だった。当日は単勝オッズ3.4倍の1番人気の支持を受けた。
レースは、道中から中団から後方4番手を走行し馬群を追っていく。1000m58秒6というペースで先頭のドーブネが通過し、3コーナーから先頭を追って動かして行く。直線では馬群を3Fメンバー最速の脚で強襲するが、前は止まらずジオグリフに次ぐ4着となった。田辺は「1800メートルでペースも落ち着かず、追走が忙しかった」「馬場が緩くて逃げた馬が2着に粘る展開で、きょうは距離とこのペースに脚を使わされた感じです」とコメントした。

#### 大阪杯
次走は初の阪神競馬場でのレースとなる大阪杯に参戦。調教は順調に進み、2週前追い切りから初のブリンカーを付けて調教を行った。最終追い切りでは6ハロン81秒1－11秒2をマークし、手塚も「通常のやり方より強い負荷をかけるイメージで追い切りをした。動きも良かったです」と評価。鞍上は乗り替わりで菊花賞以来の騎乗となる武史。武史は「G1を勝たせてくれた馬。またこうしてチャンスを頂けたのはありがたいことです。先生はブリンカー着用という策を考えてくれたし、自分自身も工夫して騎乗したい」と勝利へのこだわりを見せた。
レースは、ステラヴェローチェと兄・和生が駆るべラジオオペラに出負けする形で中団外目から追走。2コーナー過ぎにローシャムパークが前団に位置を上げた後、それを追うように前から3番手まで捲って位置を上げた。4コーナーを過ぎ、直線に入っても前団を追走したが、後方から交わされた。先頭のべラジオオペラから遅れて7着で入着。レース後、武史は「いい意味でピリピリしていたけど、それがレースではいいスパイスになった。理想はテンからポジションを取りたかったが、ゲートは得意ではないですから。調教師と話して、マクる戦法も頭に入れていた。やりたかった競馬はできました」と話した。

#### 宝塚記念
大阪杯後は山元トレーニングセンターに放牧され調整を進める中、陣営は次走は春のG1最終戦として京都競馬場で行われるグランプリ・宝塚記念への参戦を発表した。調教も順調に進み、追い切りで手塚は「久々にこの馬の弾け方をしていました。先週ラスト1ハロンを動かしたので、今週は全体が速くても最後は流してリズムよく走らせて、気持ちだけ高ぶらせる感じでやりました」「思い通りにいい動きでした」と納得の表情だった。6月20日、宝塚記念の枠順が発表。6枠9番に入ることとなった。厩舎に所属している岡田助手は「今回はブリンカーを着けず馬のリズムを重視していくということで、枠は関係なかったですが、真ん中で良かったです」と歓迎した。しかし、単勝オッズは7番人気で16.9倍となった。
レースは止んでいた雨がまた降り出す中、始まった。スタートをしっかりと決めたソールは、中団で脚を溜める展開に持ち込んだ。馬群をルージュエヴァイユが1000m61秒0のスローペースで引っ張る中、位置を後方に下げ前団を虎視眈々と見る形に。3〜4コーナーから動かして行き、大外から馬群を強襲する。直線では上り3Fメンバー最速タイとなる34秒0の脚を使い前団を交わして行ったが、さらに大外から切り込んできたブローザホーンに交わされ2着となった。武史は「馬場の適性は皐月賞で証明済みだった」「もともと古馬になってからと思っていた馬で、今日の走りでこれからの成長がさらに楽しみになりました」とコメントした。手塚は「最後は苦しくなってもたれていたけど、格好はつけてくれた」「また秋ですね」と手応えを感じていた。

#### 天皇賞（秋）
宝塚記念後は山元トレーニングセンターで放牧し、調整を進めた。陣営は次走に天皇賞（秋）の参戦を発表した。コンビは武史で継続となった。1週前追い切りで手塚は「仕上がりは申し分ない」「元々東京向きと思っていたのでコースはプラス。2000～2400メートルは一番パフォーマンスを発揮できる」と太鼓判を推した。また、共同会見で武史は「前走と大きくは変わっていないが、変わらずいい状態をキープしている」「全頭ライバルなので、負かして1着を狙うのみ」と意気込んだ。10月24日に枠順が発表され、4枠6番となった。厩舎に所属する大村助手は「ちょうど良さそう」「偶数というのも良い」と歓迎し、期待を込めた。
レースはしっかりとスタートを決め、馬群内の中団の位置に付けて脚を溜める。ホウオウビスケッツが馬群を引っ張り、1000m59秒9のミドルペースで引っ張る中3コーナーへ。直線で動かしていき、前団を追っていく。懸命に武史が動かすが、伸びきれず7着となった。

#### ジャパンカップ

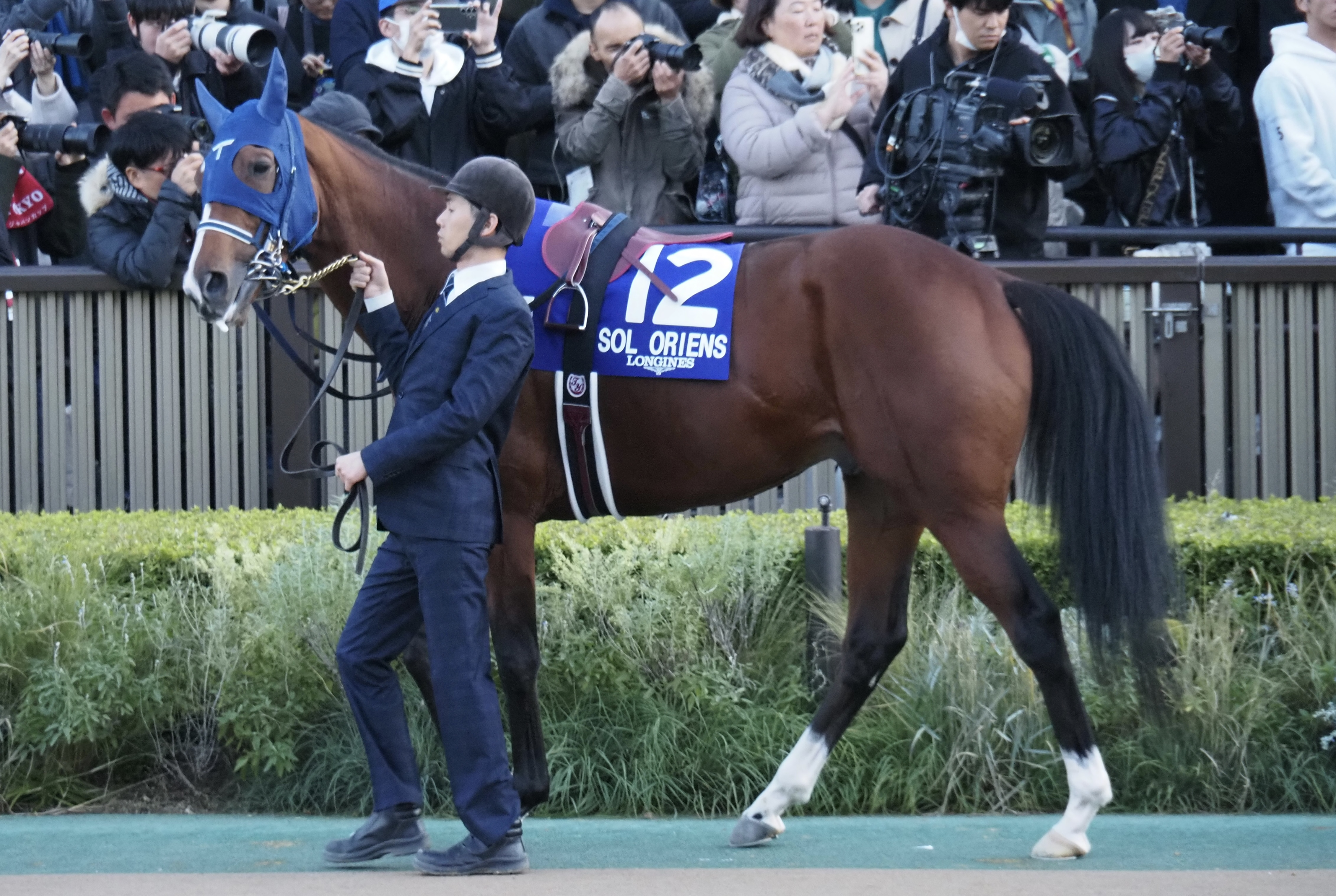
パドックでのソールオリエンス

陣営は次走にジャパンカップの参戦を表明した。3歳時に悔しさを滲ませた日本ダービー以来となる東京競馬場の2400mという舞台、鞍上は変わらず武史を起用した。追い切りでは「いつもは追いかけているけど、スパイスを変えてみようということで外から先行して併せた」「横から（僚馬が）ついてきたらしっかりと走れていた」と評価した。
レースは、好スタートを切ると後ろに控えず、先行するいつもと違うスタイルを取る。向こう正面途中まではシンエンペラーに次ぐ2番手に付けていたが、外からドゥレッツァが先頭に立つ展開となる。1000m62秒2という超スローペースで進む中、先行したまま勝利を狙う。4コーナーを周り直線に入るが、ズルズルと下がり後続馬に交わされ、最後は13着のカラテからも1.0秒離され、最下位の14着で入線した。

## 競走成績
以下の内容は、JBISサーチおよびnetkeiba.comの情報に基づく。
| 競走日     | 競馬場 | 競走名           | 格   | 距離（馬場）  | 頭 数 | 枠 番 | 馬 番 | オッズ （人気） | 着順 | タイム （上り3F） | 着差 | 騎手      | 斤量 [kg] | 1着馬（2着馬）         | 馬体重 [kg] |
| ---------- | ------ | ---------------- | ---- | ------------- | ----- | ----- | ----- | --------------- | ---- | ----------------- | ---- | --------- | --------- | ---------------------- | ----------- |
| 2022.11.13 | 東京   | 2歳新馬          |      | 芝1800m（良） | 9     | 5     | 5     | 001.40（1人）   | 01着 | R1:50.8（33.3）   | -0.0 | 0戸崎圭太 | 55        | （レーベンスティール） | 460         |
| 2023.01.15 | 中山   | 京成杯           | GIII | 芝2000m（良） | 9     | 4     | 4     | 002.70（2人）   | 01着 | R2:02.2（34.5）   | -0.4 | 0横山武史 | 56        | （オメガリッチマン）   | 462         |
| 0000.04.16 | 中山   | 皐月賞           | GI   | 芝2000m（重） | 18    | 1     | 1     | 005.20（2人）   | 01着 | R2:00.6（35.5）   | -0.2 | 0横山武史 | 57        | （タスティエーラ）     | 462         |
| 0000.05.28 | 東京   | 東京優駿         | GI   | 芝2400m（良） | 18    | 3     | 5     | 001.80（1人）   | 02着 | R2:25.2（33.3）   | -0.0 | 0横山武史 | 57        | タスティエーラ         | 460         |
| 0000.09.18 | 中山   | セントライト記念 | GII  | 芝2200m（良） | 15    | 8     | 14    | 001.60（1人）   | 02着 | R2:11.7（34.0）   | -0.3 | 0横山武史 | 56        | レーベンスティール     | 460         |
| 0000.10.22 | 京都   | 菊花賞           | GI   | 芝3000m（良） | 17    | 7     | 14    | 002.70（1人）   | 03着 | R3:04.0（35.1）   | -0.9 | 0横山武史 | 57        | ドゥレッツァ           | 464         |
| 0000.12.24 | 中山   | 有馬記念         | GI   | 芝2500m（良） | 16    | 1     | 1     | 006.50（3人）   | 08着 | R2:31.6（34.8）   | -0.7 | 0川田将雅 | 56        | ドウデュース           | 466         |
| 2024.02.25 | 中山   | 中山記念         | GII  | 芝1800m（稍） | 16    | 2     | 3     | 003.40（1人）   | 04着 | R1:48.6（36.4）   | -0.5 | 0田辺裕信 | 58        | マテンロウスカイ       | 466         |
| 0000.03.31 | 阪神   | 大阪杯           | GI   | 芝2000m（良） | 16    | 5     | 10    | 008.20（5人）   | 07着 | R1:58.7（35.1）   | -0.5 | 0横山武史 | 58        | ベラジオオペラ         | 456         |
| 0000.06.23 | 京都   | 宝塚記念         | GI   | 芝2200m（重） | 13    | 6     | 9     | 016.90（7人）   | 02着 | R2:12.3（34.0）   | -0.3 | 0横山武史 | 58        | ブローザホーン         | 460         |
| 0000.10.27 | 東京   | 天皇賞（秋）     | GI   | 芝2000m（良） | 15    | 4     | 6     | 015.40（7人）   | 07着 | R1:57.7（33.3）   | -0.4 | 0横山武史 | 58        | ドウデュース           | 468         |
| 0000.11.24 | 東京   | ジャパンC        | GI   | 芝2400m（良） | 14    | 7     | 12    | 035.70（9人）   | 14着 | R2:27.7（35.2）   | -2.2 | 0横山武史 | 58        | ドウデュース           | 476         |
| 2025.02.16 | 京都   | 京都記念         | GII  | 芝2200m（稍） | 12    | 4     | 4     | 004.70（2人）   | 05着 | R2:16.1（34.1）   | -0.4 | 0川田将雅 | 58        | ヨーホーレイク         | 472         |
| 0000.04.06 | 阪神   | 大阪杯           | GI   | 芝2000m（良） | 15    | 3     | 4     | 038.0（11人）   | 10着 | R1:56.9（33.5）   | -0.7 | 0松山弘平 | 58        | ベラジオオペラ         | 466         |
| 0000.06.15 | 阪神   | 宝塚記念         | GI   | 芝2200m（稍） | 17    | 6     | 11    | 018.60（8人）   | 06着 | R2:12.1（35.2）   | -1.0 | 0松山弘平 | 58        | メイショウタバル       | 468         |

- 競走成績は2025年6月15日現在

## 競走馬としての特徴
調教師の手塚は「速い脚が長く続くのはなかなかない。“シュッ”と一瞬切れる馬はいるけど、“シュー”っといける。うちで言うとフィエールマンがそうだった」「トモなどの緩さはあるが、つなぎが他の馬より少し長いので、より体が沈んで、踏み込みが“グーン”となる。僕はジョッキーが『緩い』と言う方が走ると思っていますから」と評価した。
騎手の横山武史は、一番の長所に「操縦がしやすい真面目さですかね。控えたり我慢させたい時に対応してくれますし、ゴーサインを出したらスッと反応してくれます」と挙げた。「初めてのタイプ。ポテンシャルは高いけど、乗り味だけだったらエフフォーリア、タイトルホルダー、キラーアビリティ、ウンブライル、スターズオンアースの方が背中はいい。でも、競馬に行ったら素晴らしい。調教では見せない、競馬でしか見せない部分」と評価した。
日本調教師会の鈴木康弘名誉会長は、胴も脚も首も長かったステイヤー体形の父とは対照的な短中距離体形。胸と後駆がバランス良く発達している。両前へ負重を強くかけた立ち姿から前向きな気性がうかがえると評価した。

## 血統表
| ソールオリエンスの血統        | ソールオリエンスの血統           | ソールオリエンスの血統 | （血統表の出典）        | （血統表の出典）        |
| 父系                          | サンデーサイレンス系             | サンデーサイレンス系   | サンデーサイレンス系    |                         |
| 父 キタサンブラック 鹿毛 2012 | 父の父ブラックタイド 黒鹿毛 2001 | *サンデーサイレンス    | Halo                    | Halo                    |
| 父 キタサンブラック 鹿毛 2012 | 父の父ブラックタイド 黒鹿毛 2001 | *サンデーサイレンス    | Wishing Well            |                         |
| 父 キタサンブラック 鹿毛 2012 | 父の父ブラックタイド 黒鹿毛 2001 | *ウインドインハーヘア  | Alzao                   | Alzao                   |
| 父 キタサンブラック 鹿毛 2012 | 父の父ブラックタイド 黒鹿毛 2001 | *ウインドインハーヘア  | Burghclere              |                         |
| 父 キタサンブラック 鹿毛 2012 | 父の母シュガーハート 鹿毛 2005   | サクラバクシンオー     | サクラユタカオー        | サクラユタカオー        |
| 父 キタサンブラック 鹿毛 2012 | 父の母シュガーハート 鹿毛 2005   | サクラバクシンオー     | サクラハゴロモ          |                         |
| 父 キタサンブラック 鹿毛 2012 | 父の母シュガーハート 鹿毛 2005   | オトメゴコロ           | *ジャッジアンジェルーチ | *ジャッジアンジェルーチ |
| 父 キタサンブラック 鹿毛 2012 | 父の母シュガーハート 鹿毛 2005   | オトメゴコロ           | *テイズリー             |                         |
| 母 スキア 鹿毛 2007 フランス  | 母の父Motivator 鹿毛 2002        | Montjeu                | Sadler's Wells          | Sadler's Wells          |
| 母 スキア 鹿毛 2007 フランス  | 母の父Motivator 鹿毛 2002        | Montjeu                | Floripedes              |                         |
| 母 スキア 鹿毛 2007 フランス  | 母の父Motivator 鹿毛 2002        | Out West               | Gone West               | Gone West               |
| 母 スキア 鹿毛 2007 フランス  | 母の父Motivator 鹿毛 2002        | Out West               | Chellingoua             |                         |
| 母 スキア 鹿毛 2007 フランス  | 母の母Light Quest 鹿毛 2000      | Quest For Fame         | Rainbow Quest           | Rainbow Quest           |
| 母 スキア 鹿毛 2007 フランス  | 母の母Light Quest 鹿毛 2000      | Quest For Fame         | Aryenne                 |                         |
| 母 スキア 鹿毛 2007 フランス  | 母の母Light Quest 鹿毛 2000      | Gleam of Light         | *デインヒル             | *デインヒル             |
| 母 スキア 鹿毛 2007 フランス  | 母の母Light Quest 鹿毛 2000      | Gleam of Light         | Gold Runner             |                         |
| 母系(F-No.)                   | (FN:1-k)                         | (FN:1-k)               | (FN:1-k)                | [ § 2 ]                 |
| 5代内の近親交配               | Lyphard 5･5（父内）              | Lyphard 5･5（父内）    | Lyphard 5･5（父内）     | [ § 3 ]                 |
| 出典                          | 1. 2. 3.                         | 1. 2. 3.               | 1. 2. 3.                | 1. 2. 3.                |

- 半兄に富士ステークス勝ち馬のヴァンドギャルド（父ディープインパクト）がいる。
- 母スキアの従姉妹にLove（英1000ギニー、英オークスなどG1 5勝）がいる。
- 4代母Gold RunnerはDon't Forget Me（英2000ギニー、愛2000ギニー）の半妹である。